# Mieczysław Mokrzycki

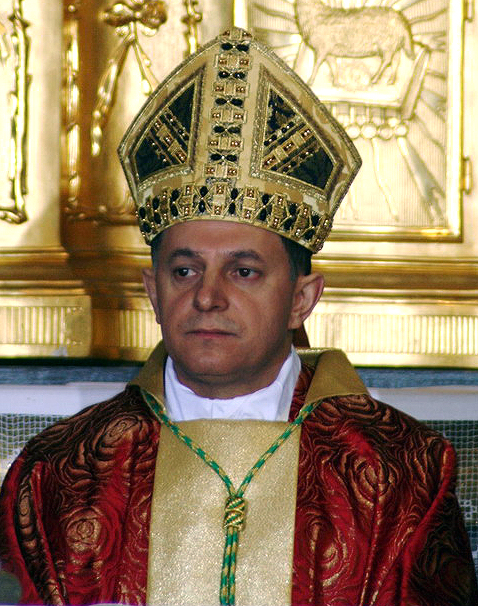
Erzbischof Mieczysław Mokrzycki (2008)

Erzbischofswappen

Mieczyslaw Mokrzycki (gesprochen: Mokschizki) (* 29. März 1961 in Majdan Łukawiecki, Powiat Lubaczowski, Polen) ist römisch-katholischer Erzbischof von Lemberg.

## Leben
Nach dem Abitur studierte Mieczyslaw Mokrzycki Katholische Theologie und Philosophie an der Katholischen Universität Lublin. Am 17. September 1987 empfing er durch Marian Jaworski das Sakrament der Priesterweihe. 1996 wurde er an der Päpstlichen Universität Heiliger Thomas von Aquin in Rom zum Doktor der Theologie promoviert.
Von 1996 bis 2005 war er Sekretär von Papst Johannes Paul II. Papst Benedikt XVI. übernahm ihn nach seinem Amtsantritt als zweiten Sekretär neben Georg Gänswein.
Am 16. Juli 2007 wurde er zum Koadjutorerzbischof des Erzbistums Lemberg ernannt. Die Bischofsweihe spendete ihm Benedikt XVI. am 29. September desselben Jahres im Petersdom. Mitkonsekratoren waren Kardinalstaatssekretär Tarcisio Bertone SDB und Marian Kardinal Jaworski, Erzbischof von Lemberg. Sein Nachfolger als Privatsekretär des Papstes wurde Alfred Xuereb.
Am 21. Oktober 2008 trat er mit dem altersbedingten Rücktritt von Kardinal Jaworski dessen Nachfolge als Erzbischof von Lemberg an. Die Amtseinführung erfolgte am 21. November 2008.
Bis 2018 war er Präsident der Ukrainischen Bischofskonferenz und seither stellvertretender Präsident. Im Herbst 2022 übernahm er für eine weitere Amtszeit den Vorsitz der Bischofskonferenz.

## Ehrungen und Auszeichnungen
- 2007: Ehren-Konventualkaplan des Malteserordens
- 2007: Offizier des Ordens Polonia Restituta